# Stedelijk Gymnasium Nijmegen
Het Stedelijk Gymnasium Nijmegen is een openbare school van het gymnasiale vwo-type in Nijmegen. Met ruim 1000 leerlingen is het een van de grootste categoriale gymnasia van Nederland. De school is een begaafdheidsprofielschool. Daarnaast heeft de school sinds 2013 het predicaat Excellente School.

## Geschiedenis

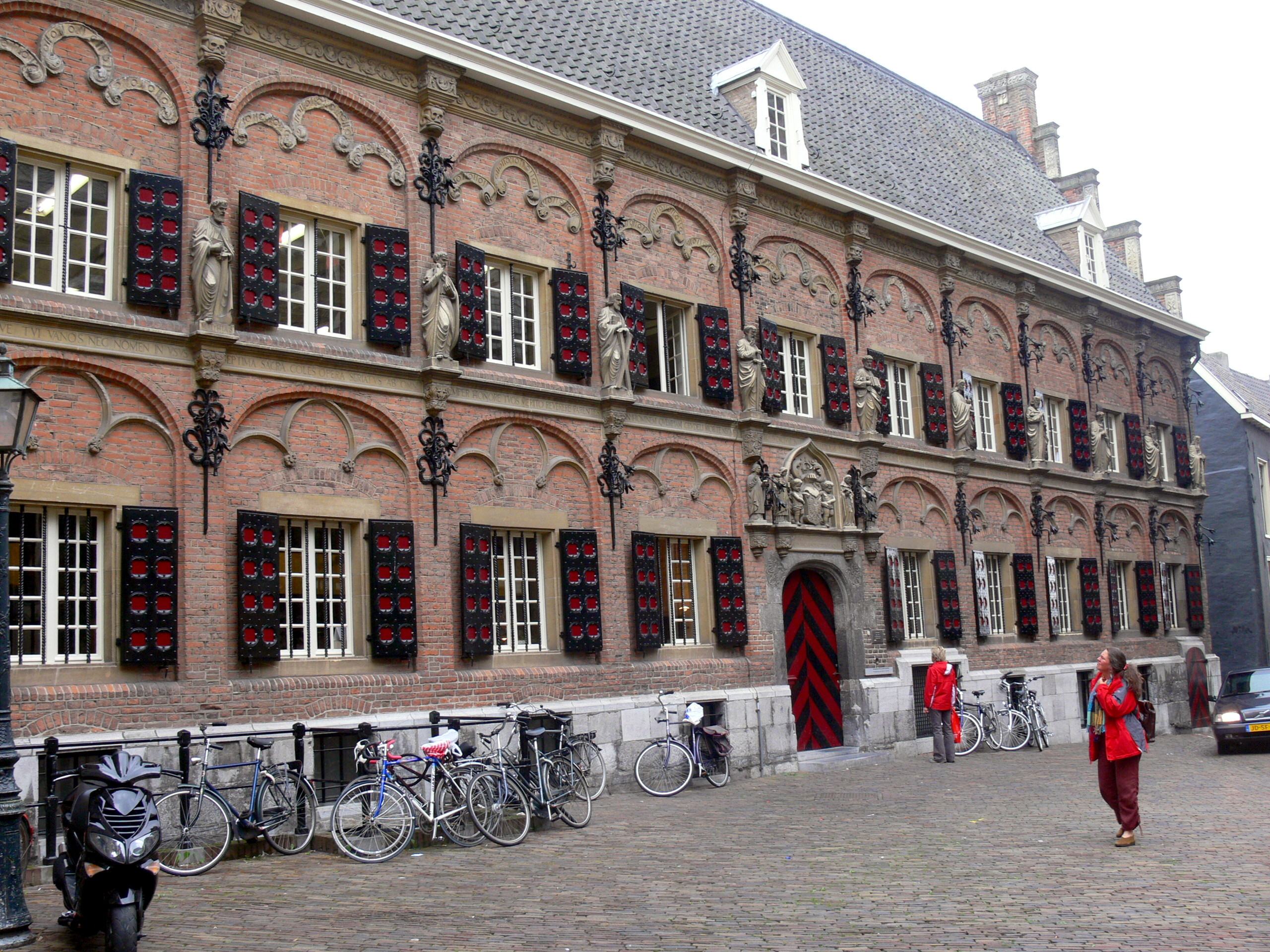
Het eerste gebouw van de Latijnse School en het Stedelijk Gymnasium

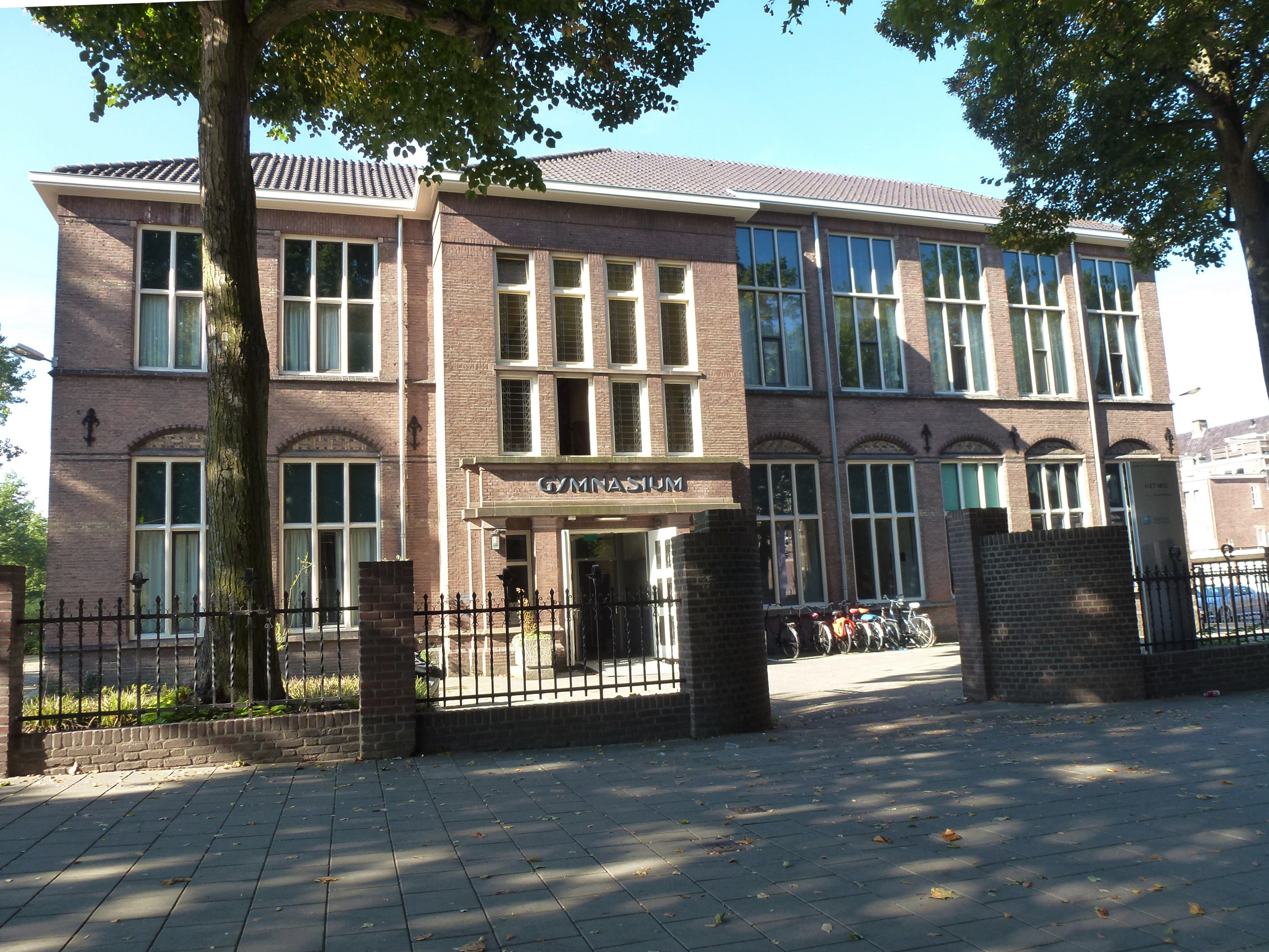
Het gebouw aan de Van Schevichavenstraat

1544 wordt gezien als stichtingsjaar van de Latijnse school en het huidige Stedelijk Gymnasium. Waarschijnlijk was er al in 1301 een school bij de Sint-Stevenskerk. In de zestiende eeuw was er in Nijmegen een grote behoefte aan hoogopgeleide mensen. Het moest een kweekvijver worden voor juristen, bestuurders en doktoren.
In een nieuw opgetrokken gebouw naast de Sint-Stevenskerk werd onderwezen in Latijn, retorica, Frans en wiskunde. Het gebouw, dat vandaag bekend staat als de Latijnse school, werd gebouwd in 1544. In 1842 veranderde de naam van de school van Latijnse school naar gymnasium. De moderne talen werden een belangrijk onderdeel van het lesprogramma.
Het eerste gebouw van de Latijnse School en het Stedelijk Gymnasium staat nog in het centrum van Nijmegen naast de Sint-Stevenskerk. In de 19e eeuw werd een pand betrokken aan de Van Schevichavenstraat. In 1999 verhuisde men naar het gebouw van de voormalige technische school aan de Kronenburgersingel, aan de rand van het Kronenburgerpark.

## Bekende (oud-)leraren
- Gerard Brom, cultuurhistoricus
- Wilfried Brookhuis, oud-voetbaldoelman en keeperstrainer bij N.E.C.
- Michiel van Kempen, schrijver, literatuurhistoricus, bijzonder hoogleraar
- Anton van Hooff, classicus en columnist
- Koen Leenhouts, internationaal schaakmeester

## Bekende oud-leerlingen
- Eva van Agt, profwielrenster
- Anne Siberdinus de Blécourt, rechtshistoricus
- Vicky Francken, dichter
- Sharon Gesthuizen, Tweede Kamerlid SP
- Marinus van der Goes van Naters, advocaat en politicus
- Thom de Graaf, oud-burgemeester van Nijmegen, politicus
- Wim van der Grinten, rechtsgeleerde en staatssecretaris
- Robert van Gulik, sinoloog, diplomaat en schrijver
- Ruben Hein, zanger en pianist
- Kysia Hekster, journaliste
- Olivier Hekster, historicus
- Nyls Korstanje, zwemmer
- Susan Krumins-Kuijken, atlete
- Mart Louwers, wielrenner
- Eefke Mulder, hockeyinternational
- Maud Mulder, zangeres
- Alexis de Roode, Nederlands dichter
- Daniel Ropers, directeur bol.com
- Paul Ruven, filmregisseur
- Eltjo Schutter, atleet
- Duco Gerrold Rengers Hora Siccama, rechtshistoricus en rechtsfilosoof
- Kees Vendrik, politicus, Tweede Kamerlid Groen Links
- Herman Bernard Wiardi Beckman, politicus en verzetsstrijder
- Sweder van Wijnbergen, econoom
- Wil Wilbers, politicus
- Fieke Willems, Nederlands kampioen turnen
- Ruben Nicolai, cabaretier
- Iva Bicanic, psycholoog
- Gustaaf Molengraaff, geoloog, bioloog, hoogleraar en ontdekkingsreiziger
- Pierre Rezus, cameraman
- Teun Struycken, jurist en hoogleraar